# کوستیوره
کوستیوره (به لاتین: Kostivere) یک منطقهٔ مسکونی در استونی است که در دهستان یئولاتمه واقع شده‌است. کوستیوره ۷۳۳ نفر جمعیت دارد.